# 亭林镇
亭林镇，是中华人民共和国上海市金山区下辖的一个乡镇级行政单位。面积79.12平方公里。户籍人口8.01万人（2008年）。

## 行政区划
亭林镇下辖以下居委会及村委会：
中山社区、新建社区、复兴社区、寺平社区、松隐社区、寺北社区、龙泉村、亭东村、东新村、新巷村、油车村、亭西村、金门村、亭北村、红阳村、浩光村、南星村、周栅村、驳岸村、后岗村和金明村。